# Katedra Świętego Michała w Alba Iulia
Katedra Świętego Michała (węg. Gyulafehérvári érseki székesegyház, rum. Catedrala Sfântul Mihail din Alba Iulia) – katedra rzymskokatolicka w Alba Iulia, w Rumunii (Siedmiogród), główna świątynia archidiecezji Alba Iulia. Mieści się przy ulicy Mihai Viteazul, pod numerem 21.
Wybudowana w XIII wieku w stylu romańsko-gotyckim. Monumentalne rozmiary (długość 83 m, szerokość 38 m, wysokość 19 m) sprawiają, że katedra jest jednym z najważniejszych zabytków Siedmiogrodu.

## Galeria

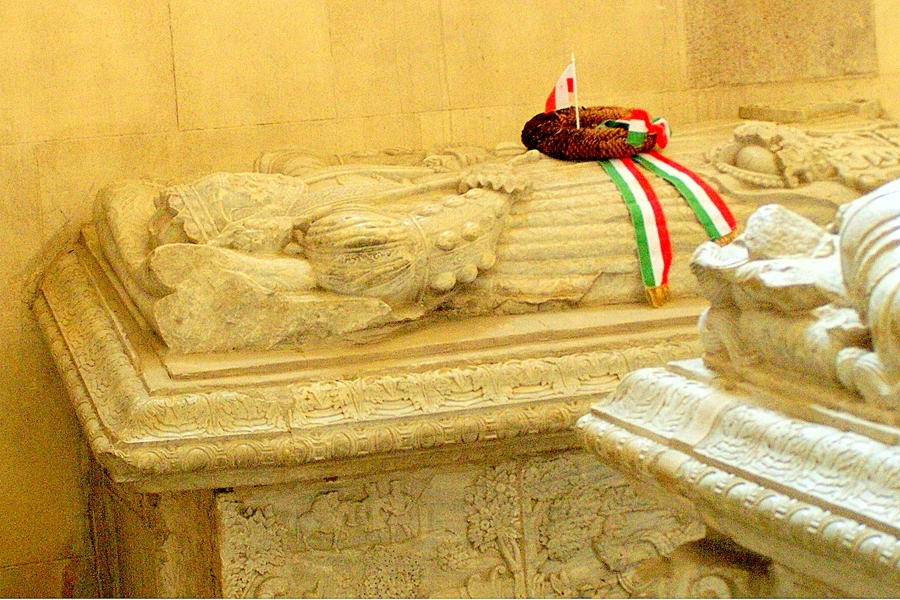
Sarkofag Izabeli Jagiellonki
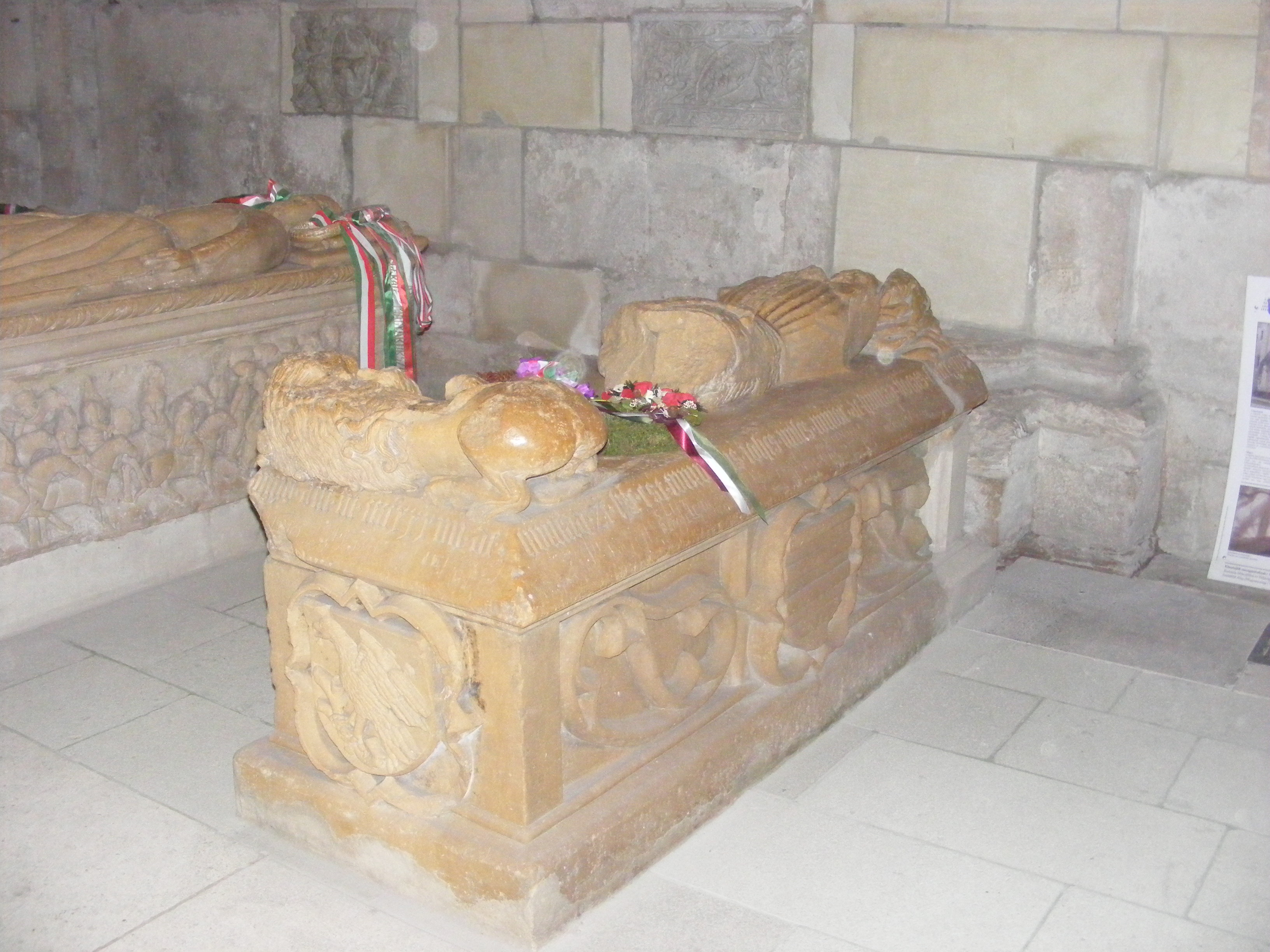
Sarkofag Jánosa Hunyady
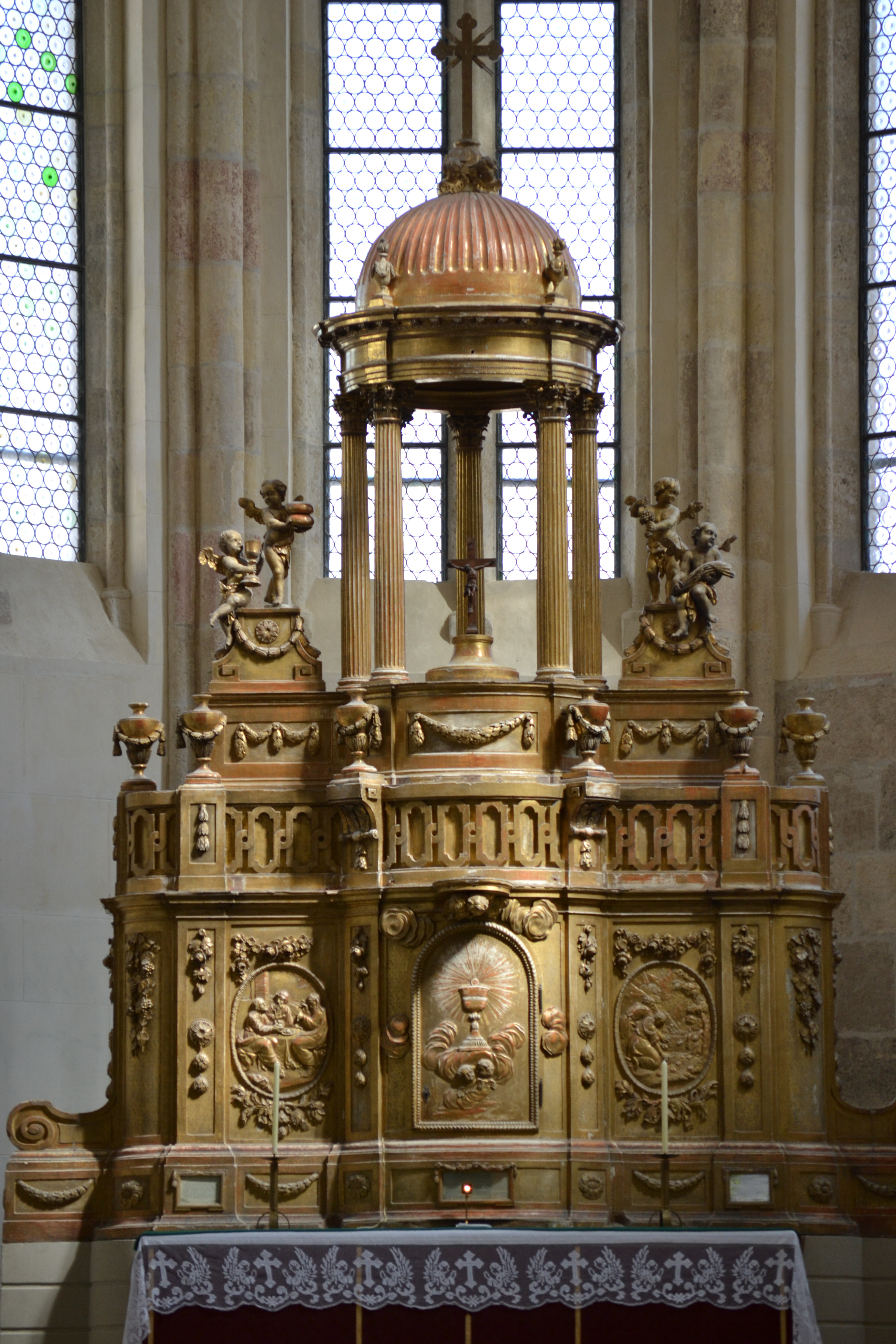
Ołtarz